# Donaire y Esplendor
Donaire y Esplendor es una película de comedia panameña de 2017, dirigida por Arturo Montenegro y protagonizada por Gaby Garrido, Patrick Vollert, Lorna Cepeda y Lupita Ferrer. La película ocurre durante el tradicional carnaval de Las Tablas, y la rivalidad que existe entre Calle Arriba y Calle Abajo, mientras se desarrolla un amor entre una pareja de calles distintas.

## Trama
La película inicia en Berlín, donde Esplendor Broce ha finalizado sus estudios y decide volver a Las Tablas. A su llegada al Aeropuerto Internacional de Tocumen de Ciudad de Panamá, se encuentra con Dinastía Díaz y su hermana Donaire, con quien cruza miradas. Ambos se reencuentran en Cambutal, enamorándose uno del otro. Más tarde se enteran de que las madres de ambos son enemigas, pues en el pasado eran reinas de Calles distintas, siendo la de Esplendor de Calle Arriba y la de Donaire de Calle Abajo, y llevan una rivalidad de más de 25 años. Durante la festividad del Carnaval, tendrán que hacer todo lo posible para estar juntos pese al odio que tienen sus madres.

## Reparto
- Gaby Garrido como Donaire Díaz Vásquez.
- Patrick Vollert como Esplendor Primero Broce Espino.
- Lorna Cepeda como Vanesa Espino.
- Gaby Gnazzo como Analía Vásquez de Díaz.
- Lupita Ferrer como Massiel Vásquez.
- Alejandra Araúz como Dinastía Díaz Vásquez.
- Víctor Santiago como Pocho Espino.
- Ana Pérez como Bertilda Tejada.
- Airam Amador como Alegría Díaz Vásquez.
- Rolando Athanasiadis como Eduardo Díaz.
- Orlando Barroso como Belisario Broce.
- Augusto Galíndez como Caco.
- Abdiel Tapia como Pepo.
- Amanda Díaz como Lourdes Cristina.
- Gregory Clark como Brian.
- Elmis Castillo como Monchi.
- Paul Novoa como Kike.
- Wendy Jaramillo

## Producción
Qfilms fue la empresa productora.
La filmación inició el 13 de febrero de 2017, rodándose en distintas localidades de la provincia de Los Santos y culminó el 12 de marzo. Posteriormente hubo una semana de rodaje en Berlín que concluyó el 1 de abril. Fue estrenada el 7 de septiembre de 2017 en todos los cines de Panamá.
Parte del presupuesto de la película fue obtenido gracias al Concurso Fondo Cine 2016, donde la producción ganó en la categoría Largometraje de Ficción y/o Animación, obteniendo 500 mil dólares.